# Ralph Moffitt
Ralph Moffitt (Ryton on Tyne, 1932 – Great Yarmouth, 2003) was een Engelse golfprofessional. Hij speelde in de Ryder Cup in 1961.
Morffitt begon als assistent-pro op de Coventry Golf Club. Daarna was hij 24 jaar golfleraar op de Hearsall Golf Club. Hij werkte vanaf 1979 op de Gorleston Golf Club en ging in 1992 met pensioen. Hij woonde de laatste jaren met zijn echtgenote Ethel in Great Yarmouth, waar hij op 71-jarige leeftijd overleed.
Nadat hij in 1960 het Dunlop Toernooi had gewonnen en in 1961 de finale van het belangrijke Matchplay Kampioenschap op Walton Heath had bereikt, werd hij in het team van de 1961 Ryder Cup opgenomen met onder meer Peter Alliss, Neil Coles en Christy O'Connor jr.

## Successen
- 1960: Dunlop Tournament
- 1961: News of the World Match Play op de Walton Heath Golf Club (finalist)

## Teams
- Ryder Cup: 1961